# Потанина, Анастасия Владимировна
Анастасия Владимировна Потанина (род. 30 апреля 1984) — российская спортсменка, трёхкратная чемпионка мира и многократная чемпионка России по аквабайку (JetSki). Дочь Владимира Потанина.

## Биография
Родилась 30 апреля 1984 года в Москве.
Дочь первой жены В. Потанина Натальи. Занималась спортом с 13 лет и до 2007 года. По некоторым данным, уход из спорта стал результатом полученной травмы. Выпускница МГИМО, где обучалась по специальности «Финансы и кредит». Работала в заявочном комитете Сочи-2014, затем в компании «Роза-хутор».
В августе 2018 года в СМИ появилась информация, что Анастасия вышла замуж за 24-летнего Артёма Кручина, танцора и тренера по спортивно-бальным танцам.
15 декабря 2022 года была включена в санкционные списки США как дочь В. Потанина, который имеет прямые связи с Владимиром Путиным.